# Máximo de Nápoles
Máximo de Nápoles (... - c. 361) fue el décimo o decimotercer obispo de Nápoles; teólogo, es venerado como santo y mártir por la Iglesia católica y por la Iglesia Ortodoxa.

## Biografía
Teólogo y defensor de la fe, gobernó la diócesis probablemente en los años 347-359, todavía bajo el emperador Constancio II, que reinó de 337 a 361. Defendió enérgicamente los dictados del Concilio de Nicea contra el 
arrianismo, fue enviado al exilio y su el lugar fue tomado por Zosimo, que apoyó la doctrina arriana. Zosimo ocupó la diócesis durante seis años, pero se vio obligado a abdicar porque cada vez que iba a hablar en público, la voz no salía. Este bloqueo de las cuerdas vocales se atribuyó a las oraciones de Máximo, preocupado por la difusión de la herejía en su pueblo, y fue considerado como un milagro en vida para la canonización de Máximo.
Sus restos regresaron a Nápoles con su sucesor Severo y fue enterrado en la catedral donde se conserva el sarcófago bajo el altar que lleva la inscripción aquí "Maximus episcopus et confesor". Ahora sus restos descansan en la iglesia de los Santos Efebo, Fortunato y Máximo que también se conserva una estatua del santo "durmiente" y una pintura en el altar de los tres santos obispos del siglo XVI. Otros hallazgos iconográficos están en la catedral.

## Culto
Máximo murió en el exilio y esto también le valió el título de mártir.
Es venerado como santo por la Iglesia católica, que conmemora su memoria el 11 de junio, y por la Iglesia ortodoxa, que la recuerda el 23 de junio.